# Grammosperma
Grammosperma es un género de plantas fanerógamas de la familia Brassicaceae. Comprende una especie, Grammosperma dusenii.